# Amidofosforyny

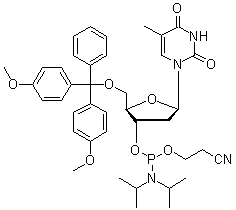
3'-O-Amidofosforyn 5'-O-dimetoksytrytylo-tymidyny

Amidofosforyny – związki chemiczne, pochodne kwasu fosforawego zawierające przynajmniej jedno wiązanie amidowe P−N.
W warunkach obojętnych amidofosforyny są stosunkowo stabilne. Pod wpływem słabych kwasów (np. tetrazolu lub chlorowodorku pirydyny) atom azotu ulega protonowaniu i związek staje się niezwykle reaktywny. Natomiast pod wpływem silnych kwasów protonowaniu ulega atom fosforu i reaktywność tak uzyskanych pochodnych jest umiarkowana. Amidofosforyny pod wpływem wody ulegają hydrolizie do H-fosfonianów.
Amidofosforyny nukleozydów wykorzystywane są w metodzie amidofosforynowej syntezy oligonukleotydów.